# Руйнівники (фільм, 1996)
«Руйнівники» (англ. Timelock) — американський фантастичний фільм.

## Сюжет
2251 рік. На планеті Альфа-4 знаходиться в'язниця суворого режиму. У ній утримують особливо небезпечних злочинців, яких використовують для експерименту зі спостереження за особливостями поведінки в екстремальних умовах. Імовірність втечі звідси практично неможлива. Ув'язнені весь час знаходяться під контролем комп'ютерної системи і, крім цього, кожному з них вводиться спеціальна ін'єкція, що запобігає втечі. Але нестерпні умови життя і нелюдське ставлення охоронців переповнюють чашу терпіння і, доведені до відчаю, в'язні піднімають повстання, мета якого отримати свободу.

## У ролях
- Меріам д'Або — капітан Джессі Тіджс
- Арі Гросс — Джек «А1» Райлі
- Джеффрі Мік — Вайллум, новий ув'язнений
- Рікко Росс — Тайбак, новий ув'язнений
- Джефф Спікмен — МакМастерс
- Томас Дж. Вейтс — Ворден Ендрюс
- Ніколас Ворт — заступник начальника Салліван
- Джоі Дедіо — Ларден
- Мартін Коув — Адмірал Денні Тіджс
- Хуан Поуп — Майк Вілсон, другий пілот
- Том Біллет — Невіль
- Шон Грінблатт — Снейппер
- Ендрю Джеймс Джонс — прапорщик
- Патрік Мелоун — комп'ютерний технік
- Шеріл Бартел — Кларисса
- Джон Баско — Алі
- Філ Брок — Ув'язнений
- Айра Хейден — доктор Теллер
- Кайл Рід — житель 1
- Кірк Пінчон — лейтенант на кораблі адмірала
- Роадблок Мартін — перукар
- Джеймс Ент — Божевільний в'язень